# Sexo en Chueca.com
 (août 2018).
Sexo en Chueca.com est une série télévisée espagnole diffusée en 2010 sur Telecinco. 
Cette série est inédite dans tous les pays francophones.

## Distribution
- Nacho López (es) : Pablo
- Octavi Pujades (es) : Álex
- Laura More : Claudia
- Dafne Fernández : Vero
- Elsa Pinilla (es) : Bea
- Mario Angulo : Jota
- Paco Hidalgo : Alberto
- Giovan D'Angelo (es) : Gabriel
- Carlos Bardem (es)

## Production et réalisation
Réalisation
- Valerio Boserman (es)

Production
- Cristóbal Garrido
- Felipe Jiménez Luna
- Raquel Soto
- Suda Sánchez
- Benja de la Rosa